# Luigi Busà
Luigi Busà (Avola, 9 de outubro de 1987) é um carateca italiano, campeão olímpico.

## Carreira
Busà conquistou a medalha de ouro nos Jogos Olímpicos de Verão de 2020 em Tóquio, após confronto na final contra o azeri Rafael Aghayev na modalidade kumite masculina até 75 kg. Ele conquistou duas medalhas de ouro no Campeonato Mundial de Caratê e cinco vezes no Campeonato Europeu de Caratê.